# Халупка, Ян
Ян Халупка (словац. Ján Chalupka; 26 октября 1791, Горна-Мичина Австрийская империя (ныне Банскобистрицкого края, Словакии) — 15 июня 1871, Брезно) — словацкий драматург, сатирик, публицист, прозаик.

## Биография
Родился в Горной Мичине (ныне Банскобистрицкий край, Словакия). Сын приходского священника. Пошел по стопам отца. После окончания гимназии поступил в прешовский евангелистский коллегиум (1809—1814). Затем до 1817 изучал теологию, философию и филологию в Йенском университете.
С 1814 года работал домашним учителем в Вене и Банска-Бистрице, преподавал в гимназии и евангелистском лицее в г. Кежмарок.
С 1824 года до конца жизни служил священником в Брезно. В 1842 году входил в число народных депутатов при венском дворе. Выступал противником венгерского шовинизма.

## Творчество
Благодаря своим театральным постановкам, Ян Халупка по праву считается одним из основателей словацкого национального театра.
Первая и лучшая сатирическая комедия Я. Халупки «Коцурково, или Как бы нам в дураках не остаться» (1830, рус. пер. 1955), обличающая косность, самодовольство, ограниченность мелкобуржуазных слоев, положила начало словацкой национальной драматургии.
Первые свои работы писал на чешском языке, с 1848 года на словацком.
Писал, в основном, пьесы, в которых высмеивал национал-патриотизм, венгерский шовинизм, низкопоклонство, консерватизм и трусость словацкой мелкой буржуазии. Автор комедий «Всё наоборот…» (1832), «Трясогузка…» (1833), «Старый хрыч…» (1835). Более поздние произведения Халупки (драма «Добровольцы», 1854, комедия «Ювелир», 1868) менее самобытны.
Кроме того, он автор ряда исторических трудов и статей, прозаических произведений. Ему принадлежат сатирический роман «Бендегуз, Дьюла Коломпош и Пишта Куртафоринт» (1841), ряд публицистических сочинений, а также литургическая поэзия и проповеди.
Его младший брат — словацкий поэт Само Халупка.

## Избранные драматургические произведения
- 1830— Kocourkovo, aneb: Jen abychom v hanbě nezůstali
- 1832 — Všecko naopak, aneb: Tesnošilova Anička sa žení a Honzík se vydáva (комедия)
- 1833 — Trasořítka, anebo: Stará láska se předce dočekala
- 1835 — Třinácta hodina, aneb: Však se nahledíme, kdo bude hlásnikem v Kocourkově. Nový i starý vlastnecký kalendář
- 1835 — A vén szerelmes, vagy a Tozházi négy völegény
- 1837 — Starouš plesnivec, anebo Čtyřy svadby na jednom pohřebe v Kocourkově(комедия)
- 1854 — Dobrovoľníci
- 1862 — Huk a Fuk anebo: Prvý apríl
- 1862— Černokňažník
- 1873 — Juvelír